# Lola+Jeremy
Lola+Jeremy (Blockbuster) è un film del 2018 diretto da July Hygreck.

## Trama
La relazione di Jeremy e Lola nasce da una richiesta del padre del ragazzo, malato terminale. L'uomo chiede al figlio di innamorarsi e di essere felice. Per accontentare il padre, Jeremy si mette alla ricerca di una ragazza che gli faccia battere il cuore e decide di documentare tutto tramite video. Durante la sua ricerca il ragazzo incontra Lola, una venticinquenne che lavora in un negozio di fumetti. Tra i due comincia una relazione, ma quando Lola capisce che i video che lui gira non sono solo per loro e che la loro relazione è nata solo per puro caso, dopo un'estenuante ricerca di una ragazza tra le tante, lei lo lascia.  Jeremy, seriamente innamorato di Lola, con l'aiuto dei suoi amici dovrà riconquistare la sua amata, appassionata dei supereroi, attuando un piano molto elaborato.

## Distribuzione
Il film è stato distribuito nelle sale cinematografiche italiane a partire dal 20 settembre 2018.